# Opisthonema
Opisthonema is een geslacht van straalvinnige vissen uit de familie van haringen (Clupeidae). Het geslacht is voor het eerst wetenschappelijk beschreven in 1861 door Gill.

## Soorten
- Opisthonema berlangai Berry & Barrett, 1963
- Opisthonema bulleri Regan, 1904
- Opisthonema libertate Günther, 1867
- Opisthonema medirastre Berry & Barrett, 1963
- Opisthonema oglinum Lesueur, 1818